# Соњо (Леко)
Соњо је насеље у Италији у округу Леко, региону Ломбардија.
Према процени из 2011. у насељу је живело 43 становника. Насеље се налази на надморској висини од 790 м.